# Жизнь Леонардо да Винчи (мини-сериал)
«Жизнь Леонардо да Винчи» (итал. La vita di Leonardo da Vinci) — телевизионный мини-сериал режиссёра Ренато Кастеллани, получивший награду «Золотой глобус» в 1973 году. Впервые выпущен на экран телекомпанией RAI в 1971 году, в США издан CBS Broadcasting Inc. По его мотивам создана одноимённая книга. В роли Леонардо — французский актёр Филипп Леруа. В фильме представлен целый ряд знаменитых исторических личностей XV—XVI веков.
В СССР был показан по центральному телевидению 10—12 июля 1974 года. На Российском телевидении демонстрировался на телеканале «Культура» 26, 27, 28 и 29 октября 2010 года с повтором 16-18 мая 2012 года.
Длительность 270 минут. Пять серий по 54 минуты.

## Сюжет
В фильме от лица современного рассказчика повествуется о биографии Леонардо да Винчи от рождения до смерти во Франции, описываются как реальные факты, так и легенды (например, о «Щите дракона»). Особое внимание уделяется открытиям и изобретениям Леонардо.

## Примечание
В финальных титрах слышен голос Орнеллы Ванони, поющей знаменитый афоризм Леонардо, музыкальную основу для которого сделал румынский композитор Роман Влад. Произведение было записано под названием «Песня Леонардо».

## В ролях
- Филипп Леруа — Леонардо да Винчи[3]
- Джулио Бозетти — рассказчик
- Анн Одесса — Катерина
- Глауко Онорато — Сэр Пьеро
- Филиппо Шелцо — Антонио
- Карлос ди Карвалью — Дядя Франческо
- Марио Молли — Андреа Верроккьо
- Бруно Чирино — Микеланджело
- Райад Гхолми — Франциск I
- Ренцо Росси — Сандро Боттичелли
- Джеймс Вернер — Лоренцо ди Креди
- Джампьеро Альбертини — Лодовико Сфорца
- Марта Фишер — Изабелла Арагонская
- Карло Симони — Франческо Мельци
- Оттавия Пикколо — Беатриче д’Эсте